# Jane Col
Jane Col är ett bergspass i Antarktis. Det ligger i Sydorkneyöarna. Argentina och Storbritannien gör anspråk på området. Jane Col ligger 21 meter över havet. Det ligger på ön Signy.
Terrängen runt Jane Col är kuperad åt nordost, men söderut är den platt.